# Matallana de Torío
Matallana de Torío è un comune spagnolo di 1 624 abitanti situato nella comunità autonoma di Castiglia e León.